# 羅森堡的奧魯夫伯爵
奧拉夫·克里斯蒂安·卡尔·亚斯里，羅森堡伯爵（丹麥語：Oluf af Rosenborg，1923年3月10日—1990年12月19日），丹麦哈拉尔王子最小的儿子。娶Annie Helene Dorrit Puggard-Müller为妻，并生有儿子羅森堡伯爵乌尔利克·哈拉尔·古纳尔·奧拉夫和女儿羅森堡女伯爵Charlotte Helene Annie Dorrit。后又与Lis Wolf-Jürgensen结婚。因为两次贵庶通婚，所以他丧失了王位继承权，降为羅森堡伯爵。